# Ostbahn (Gobierno General)

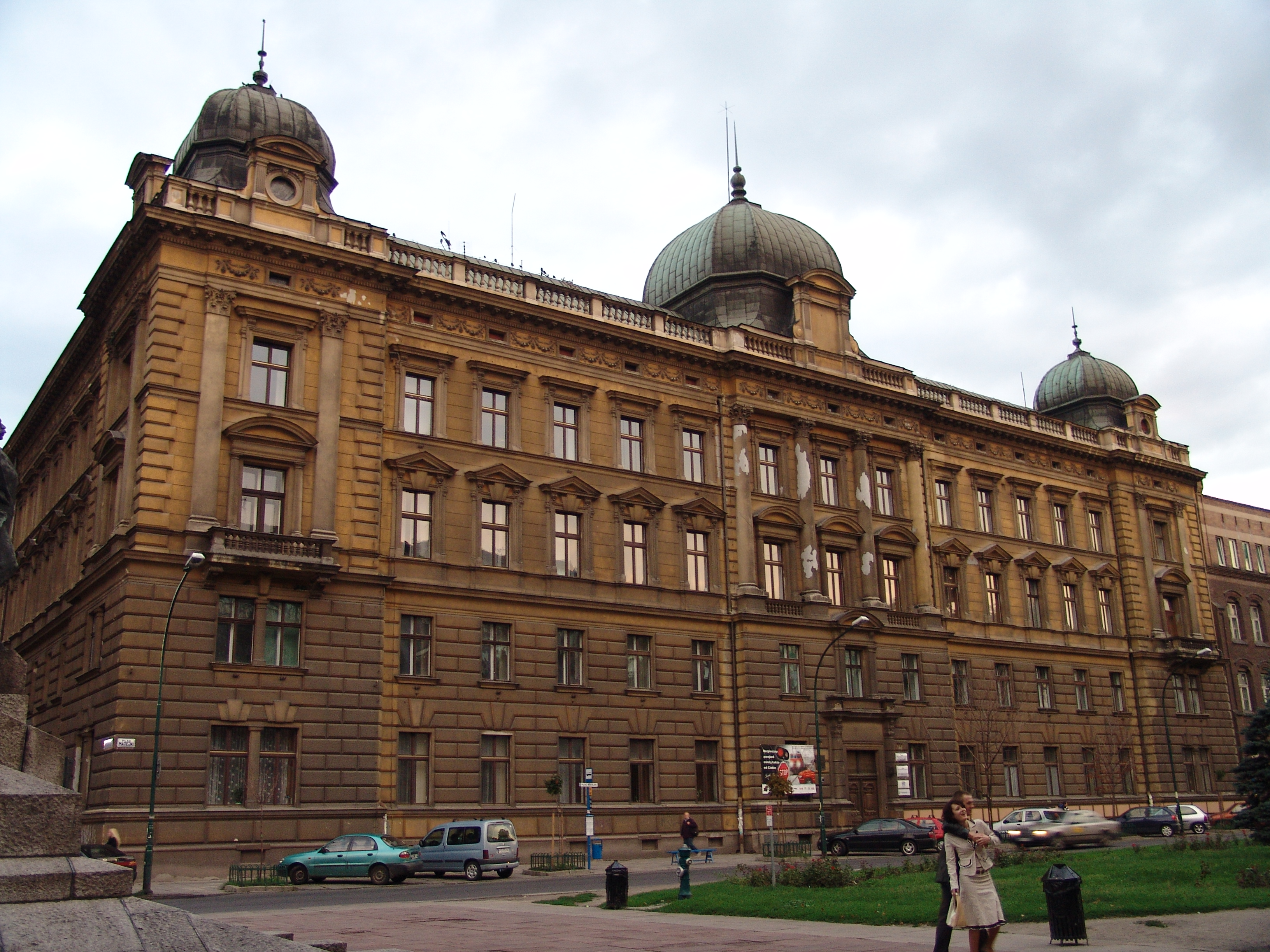
Sede de los Ferrocarriles del Este del Gobierno General (Ostbahn) en Cracovia en la Plac Matejki.

El Ferrocarril del Este (en alemán: Ostbahn) en el Gobierno General, eran los ferrocarriles alemanes nazis en la Polonia ocupada durante la Segunda Guerra Mundial, subordinados a la Dirección General de Ferrocarriles del Este (en alemán: Generaldirektion der Ostbahn, Gedob) en la Cracovia ocupada; una rama de la Deutsche Reichsbahn Gesellschaft en el recién creado territorio del Gobierno General bajo la dirección de Hans Frank. Los trenes se utilizaron para limpiezas étnicas y reasentamientos en la Polonia de entreguerras con los colonos de habla alemana en nombre del Lebensraum, y desempeñaron un papel esencial en las deportaciones masivas de judíos a los campos de exterminio durante el Holocausto.

## Historia

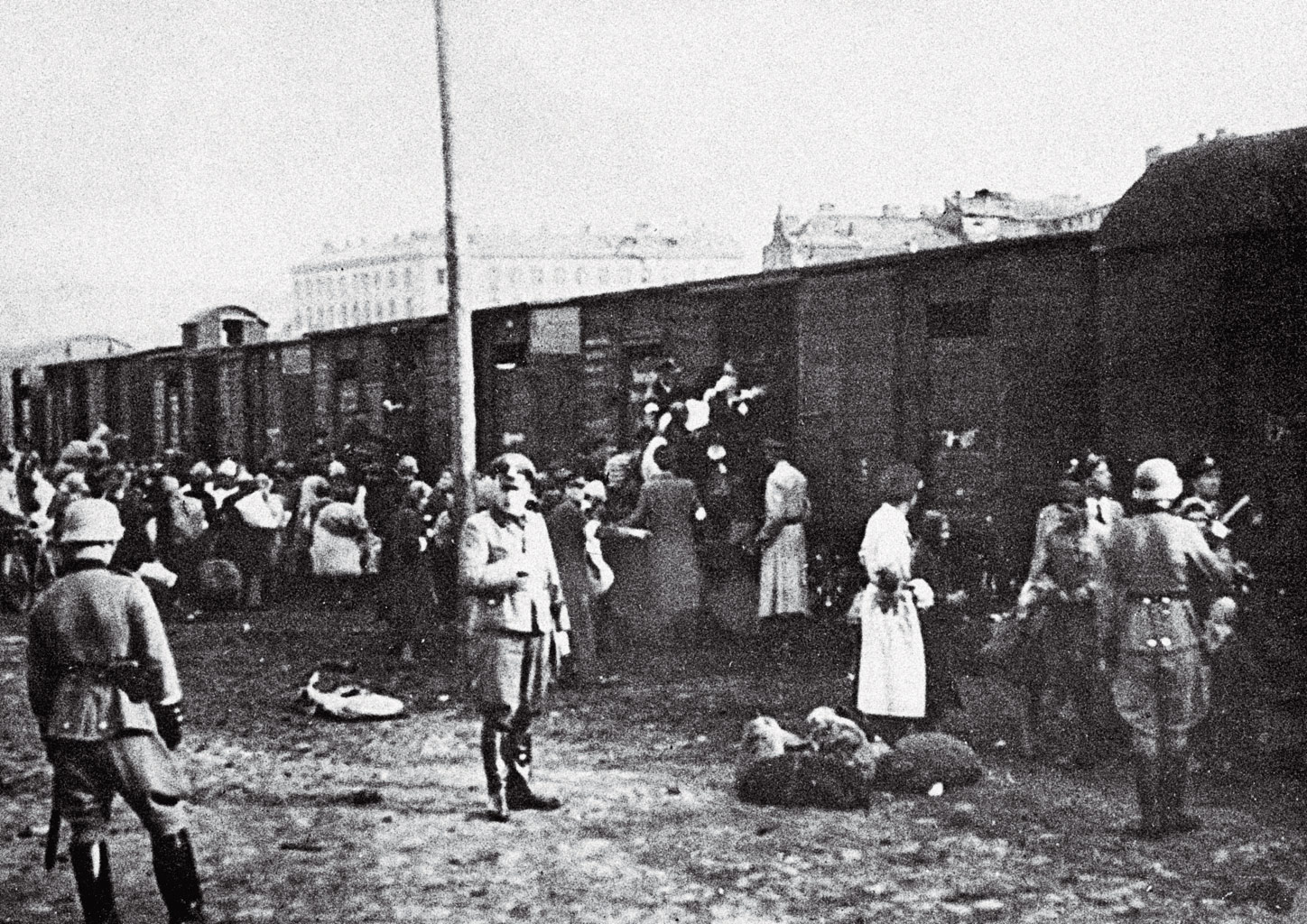
Judíos polacos en la Umschlagplatz del gueto de Varsovia siendo cargados en trenes del Holocausto dirigidos por la Ostbahn, en 1942. El sitio se conserva hoy como el monumento nacional polaco.

Tras la invasión de Polonia en septiembre de 1939, la Alemania nazi disolvió inmediatamente los Ferrocarriles Nacionales Polacos (PKP) y entregó sus activos a la Deutsche Reichsbahn en Silesia, Gran Polonia y Pomerania. En noviembre de 1939, tan pronto como se estableció el Gobierno General en la Polonia central ocupada, se estableció una rama separada de la DRB llamada Generaldirektion der Ostbahn (Kolej Wschodnia en polaco) con sede denominada GEDOB en Cracovia; todas las sucursales de la DRB existían fuera de Alemania propiamente dicha. A la Ostbahn se le concedieron 3.818 kilómetros (2.372 millas) de líneas ferroviarias (casi duplicadas en 1941) y 505 km de vía estrecha, inicialmente.
En diciembre de 1939, a petición de Hans Frank en Berlín, la Ostbahndirektion obtuvo la independencia financiera después de devolver 10 millones de Reichsmarks a la DRB. La remoción de todos los daños de las bombas se completó en 1940. La administración polaca fue ejecutada en acciones de tiroteo masivo (ver: Intelligenzaktion de 1939 y AB-Aktion alemán de 1940 en Polonia) o encarcelada en los campos de concentración nazis. Los puestos de gestión se ocuparon de funcionarios alemanes en una ola de unos 8.000 ascensos instantáneos. La nueva División Este de la DRB adquirió 7.192 kilómetros de nuevas líneas ferroviarias y 1.052 km de vía estrecha (en su mayoría industriales) en las áreas anexas.